# Бом-брамсель

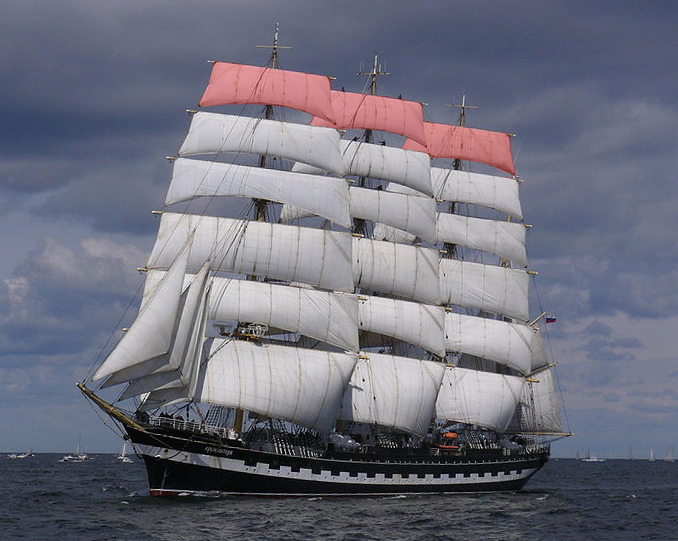
Бом-брамселі барка «Крузенштерн» (виділено червоним). Видно фор-бом-брамсель, грот-бом-брамселі першої і другої грот-щогл. У барка відсутній крюйс-бом-брамсель, бо на бізань-щоглі в цього типу вітрильників ставлять тільки косі вітрила.

Бом-бра́мсель (від нід. bovenbramzeil) — невелике вітрило, що на суднах з прямим вітрильним озброєнням підіймається над брамселем. Використовується при легких і попутних вітрах. Рея, на якій встановлюється бом-брамсель, називається бом-брам-реєю. Часто буває летючим вітрилом: не має гітових, а його рея не має топенантів і брасів.
Залежно від щогли, на якій підіймаються бом-брамселі, вони мають окремі найменування: на фок-щоглі — фор-бом-брамсель, на грот-щоглі — грот-бом-брамсель, на бізань-щоглі — крюйс-бом-брамсель.
Встановлення бом-брамселя передбачене тільки на досить великих вітрильниках з високими щоглами, здатними нести додаткову площу вітрил. Бом-брамселі впроваджені на кораблях на початку XVIII століття, але до кінця цього століття, як правило, не встановлювалися на бізань-щоглі. Від назви вітрила походить одне з найменувань легкого вітру (2 бали за шкалою Бофорта) у нідерландській мові — bovenbramzeilskoelte.
Для керування бом-брамселями застосовуються такі снасті: два бом-брам-шкоти, два бом-брам-гітови (гітови відсутні в летучих бом-брамселів). Роботи з поставлення і прибирання бом-брамселів здійснюються з марсів.
Вище бом-брамселя можуть встановлювати вітрило 5-го ярусу — трюмсель.

## Розташування
| Розташування бом-брамселів (над розрізними марселями і брамселями) |
|                                                                    |
| 1. крюйс-бом-брамсель 2. грот-бом-брамсель 3. фор-бом-брамсель     |